# Holger Rune
Holger Vitus Nødskov Rune, född 29 april 2003 i Gentofte, är en dansk professionell tennisspelare.

## Karriär
Rune har spelat professionell tennis sedan 2020. Bland hans meriter kan nämnas en kvartsfinalplats i såväl franska öppna mästerskapen som Wimbledon år 2023. Totalt har Rune vunnit fyra singeltitlar på ATP-touren, bland annat Paris Masters år 2022.